# Сади восени (фільм, 2006)
«Сади восени» (фр. Jardins en automne) - комедія відомого грузинсько-французького кінорежисера Отара Іоселіані. Спільне виробництво - Франція, Італія, Росія.
Хто б міг подумати, що міністр Венсан опиниться на вулиці? Послуги, надані Венсаном нації, вельми значимі: в молодості він був біологом і винайшов непомітну, але ефективну зброю масового знищення: генетично модифікованих комах — блохи і оси-вбивці, які викликають судоми. У тридцять років він вже був членом Академії наук. Щоб нейтралізувати його талант винахідника, його призначають міністром сільського господарства. Він перетворюється на старого зануду, йому вже за шістдесят, і він почиває на лаврах.
Природно, у нього є вороги, які терпляче риють йому могилу. Все починається з добре продуманих акцій: вигуків, протестів, лютих виступів, неприкаяних мукаючих корів, овець і качок, гною, розкиданого по бульварах, тракторів... Натовп завжди думає, що наступний керівник буде кращим за того, кого, на їхню думку, вони добре знають. Можливо, вони мають рацію, оскільки Теодорус, суперник Венсана, повний ентузіазму, енергії й ідей. Ось ця прямолінійна людина сидить у саду під деревом, оточена прибічниками: вона невисока, з великим животом і короткими кінцівками. Вона читає, перечитує, править і підписує відозви, декларації, пропозиції, програми... За огорожею саду чутні вигуки натовпу, який  рішуче збунтувався. Він хоче змін, його шум подібний до музики Вагнера, Дев'ятої симфонії Бетховена!
Венсан у своєму кабінеті. Вікна зачинені, але він чує шум натовпу. Його гасла безжалісні й категоричні: це кінець. Венсан підписує заяву про свою відставку...

## Актори
- Северін Бланше (фр. Séverin Blanchet) - Венсан, міністр
- Жакінт Жаке (фр. Jacynthe Jacquet) - Барбара
- Отар Іоселіані (фр. Otar Iosseliani) - Арно
- Лілі Лавіна (фр. Lily Lavina) - Матільда
- Деніс Ламберт (фр. Denis Lambert) - Геге
- Мішель Пікколі (фр. Michel Piccoli) - Марія, мати Венсана
- Паскаль Вінсент (фр. Pascal Vincent) - Теодорус, суперник Венсана
- Саломе Бедін-Мхеідзе (фр. Salomé Bedine-Mkheidze) - минула наречена
- Крістіан Гріот (фр. Christian Griot) - судовий виконавець
- Матіас Юнг (фр. Mathias Jung)
- Альберт Менди (фр. Albert Mendy) - африканський лідер
- Мюріель Мотт (фр. Muriel Motte) - господар
- Мона Ндіае (фр. Mouna Ndiaye) - Дельфін
- Еммануель Де Шавіньі (фр. Emmanuel de Chauvigny)
- Жан Душе (фр. Jean Douchet) - батько судового виконавця
- Жак Амальрік (фр. Jacques Amalric)
- Паскаль Об'є (фр. Pascal Aubier)
- Джанін Бессон (фр. Jeanine Besson)
- Жіль Бріселанс (фр. Gilles Briselance)
- Кевін Дарчі (фр. Kevin Darchy)
- Louis de Raffin de la Rafinie
- Chiara Dimberton
- Аварі Фіріель (фр. Avari Firiel)
- Радслав Кінскі (фр. Radslav Kinski) - грає самого себе
- Ерік Ламбергер (фр. Eric Lamberger)
- Solène Le Pechon
- Tewodros Markos
- Валерія Менгуи (фр. Valérie Menguy)
- Клер Мортреукс (фр. Claire Mortreux)
- Томас Наскідашвілі (фр. Thamaz Naskidachvili)
- Марія Ністратова (фр. Maria Nistratova)
- Юрій Рост (фр. Yuri Rost) - грає самого себе
- Лаша Шеварнадзе (фр. Lasha Shevardnadze)
- Ласло Сабо (фр. László Szabó)
- Матіас Вогт (фр. Mathias Vogt)
- Вато Андгуладзе (фр. Vato Andguladze)
- Лу Вензел (фр. Lou Wenzel)
- Мадлен Баратьє (фр. Madeleine Baratier)
- Ів Бретон (фр. Yves Breton)
- Яннік Карпентьє (фр. Yannick Carpentier)
- Ален Дебіоссат (фр. Alain Debiossat)
- Еммануель де Верікоурт (фр. Emmanuel de Véricourt)
- П'єр Етекс (фр. Pierre Étaix)
- Олів'є Фоуркаде (фр. Olivier Fourcade)
- Антуан Іллоуз (фр. Antoine Illouz)
- Саломія Кікалеішвілі (фр. Salomé Kikaleichvili)
- Алексіс Коновалофф (фр. Alexis Konovaloff)
- Франсуа Лемонніер (фр. François Lemonnier)
- Джон Лвофф (фр. John Lvoff)
- Мартін Маріньяк (фр. Martine Marignac)
- П'єр Мюньє (фр. Pierre Meunier)
- Laure Monbellet
- Junichi Nishimata
- Моніка П'єрро (фр. Monique Perrault)
- Berkan Rouissi
- Ireneusz Spiewak
- Северін Тарді (фр. Séverine Tardy)
- Володимир Войнович (фр. Vladimir Vojnovich)

## Нагороди

### Кінофестиваль в Мар-Дель-Плата(2007 рік)
- Перемога у номінації "Спеціальний приз журі".
- Кандидат у номінації "Найкращий фільм".

## Виробництво
- Pierre Grise Productions
- Cinemaundici (спільне виробництво)
- Cinema Without Frontiers (спільне виробництво)
- FM2B Productions (в асоціації з)
- Національний центр кінематографії (участь)
- TPS Star (участь)
- Cofimage 17 (участь)
- Eurimages (участь)
- Canal+ (участь)
- MEDIA Programme of the European Union (за підтримки)
- Procirep (за підтримки)
- Nafta Moskva (за підтримки)